# L'Eau s'écoulant du sanctuaire
L'Eau s'écoulant du sanctuaire dénommée aussi Le Torrent jaillissant du sanctuaire est un passage de l'Ancien Testament, cité dans le livre d'Ézechiel, qui évoque l'avancement de l'humain dans la foi.

## Texte
Livre d'Ézéchiel, chapitre 47, versets 1 à 9:
« Il me ramena vers la porte de la maison. Et voici, de l'eau sortait sous le seuil de la maison, à l'orient, car la face de la maison était à l'orient; l'eau descendait sous le côté droit de la maison, au midi de l'autel. Il me conduisit par le chemin de la porte septentrionale, et il me fit faire le tour par dehors jusqu'à l'extérieur de la porte orientale. Et voici, l'eau coulait du côté droit. Lorsque l'homme s'avança vers l'orient, il avait dans la main un cordeau, et il mesura mille coudées; il me fit traverser l'eau, et j'avais de l'eau jusqu'aux chevilles. Il mesura encore mille coudées, et me fit traverser l'eau, et j'avais de l'eau jusqu'aux genoux. Il mesura encore mille coudées, et me fit traverser, et j'avais de l'eau jusqu'aux reins. Il mesura encore mille coudées; c'était un torrent que je ne pouvais traverser, car l'eau était si profonde qu'il fallait y nager; c'était un torrent qu'on ne pouvait traverser. Il me dit: As-tu vu, fils de l'homme? Et il me ramena au bord du torrent. Quand il m'eut ramené, voici, il y avait sur le bord du torrent beaucoup d'arbres de chaque côté. Il me dit: Cette eau coulera vers le district oriental, descendra dans la plaine, et entrera dans la mer; lorsqu'elle se sera jetée dans la mer, les eaux de la mer deviendront saines. Tout être vivant qui se meut vivra partout où le torrent coulera, et il y aura une grande quantité de poissons; car là où cette eau arrivera, les eaux deviendront saines, et tout vivra partout où parviendra le torrent. »